# Anatolij Nazarenko (zapaśnik)
Anatolij Iwanowicz Nazarenko (ros. Анатолий Иванович Назаренко; ur. 19 grudnia 1948 w Ałmaty) – radziecki zapaśnik walczący w stylu klasycznym. Wicemistrz olimpijski z Monachium 1972, w kategorii do 82 kg.
Mistrz świata w 1970, 1974 i 1975. Zdobył trzy medale mistrzostw Europy w latach 1972 – 1977.
Mistrz ZSRR w 1969, 1971, 1973, 1974 i 1975; drugi w 1970 i 1976 roku.